# NORCECA Final Four femminile 2025
La NORCECA Final Four 2025 si è svolta dal 18 al 20 luglio 2025: al torneo hanno partecipato quattro squadre nazionali nordamericane e la vittoria finale è andata per la terza volta consecutiva a Porto Rico.

## Impianti
|                                                                                |  |  |
|                                                                                |  |  |
| Coliseo Juan Aubín Cruz Abreu Città: Manatí Capienza: 8 000 Anno d'apertura: ? |  |  |

## Regolamento

### Formula
Le squadre hanno disputato un'unica fase con formula del girone all'italiana.

### Criteri di classifica
Se il risultato finale è stato di 3-0 sono stati assegnati 5 punti alla squadra vincente e 0 a quella sconfitta, se il risultato finale è stato di 3-1 sono stati assegnati 4 punti alla squadra vincente e 1 a quella sconfitta, se il risultato finale è stato di 3-2 sono stati assegnati 3 punti alla squadra vincente e 2 a quella sconfitta.
L'ordine del posizionamento in classifica è stato definito in base a:
- Numero di partite vinte;
- Punti;
- Ratio dei set vinti/persi;
- Ratio dei punti realizzati/subiti;
- Risultati degli scontri diretti.

## Squadra partecipanti
| Squadra           | Qualificazione      | Ultima partecipazione |
| ----------------- | ------------------- | --------------------- |
| Costa Rica        | -                   | Porto Rico 2024       |
| Messico           | -                   | Porto Rico 2024       |
| Porto Rico        | Paese organizzatore | Porto Rico 2024       |
| Trinidad e Tobago | -                   | Porto Rico 2023       |

## Torneo

### Risultati
| 18 luglio 2025 Coliseo Juan Aubín Cruz Abreu, Manatí Durata: 0h:59 - Spettatori: 200 | Trinidad e Tobago | 0 - 3 | Messico           | 8-25, 11-25, 14-25                |
| 18 luglio 2025 Coliseo Juan Aubín Cruz Abreu, Manatí Durata: 1h:10 - Spettatori: 450 | Porto Rico        | 3 - 0 | Costa Rica        | 25-12, 25-10, 25-7                |
| 19 luglio 2025 Coliseo Juan Aubín Cruz Abreu, Manatí Durata: 1h:16 - Spettatori: 300 | Messico           | 3 - 0 | Costa Rica        | 25-15, 25-13, 25-18               |
| 19 luglio 2025 Coliseo Juan Aubín Cruz Abreu, Manatí Durata: 1h:05 - Spettatori: 450 | Porto Rico        | 3 - 0 | Trinidad e Tobago | 25-17, 25-9, 25-9                 |
| 20 luglio 2025 Coliseo Juan Aubín Cruz Abreu, Manatí Durata: 1h:23 - Spettatori: 300 | Trinidad e Tobago | 0 - 3 | Costa Rica        | 24-26, 14-25, 15-25               |
| 20 luglio 2025 Coliseo Juan Aubín Cruz Abreu, Manatí Durata: 2h:20 - Spettatori: 800 | Porto Rico        | 3 - 2 | Messico           | 25-19, 24-26, 25-18, 20-25, 15-13 |

### Classifica
| Pos. | Squadra           | Pt | G | V | P | SV | SP | Ratio | PF  | PS  | Ratio |
| ---- | ----------------- | -- | - | - | - | -- | -- | ----- | --- | --- | ----- |
| 1.   | Porto Rico        | 13 | 3 | 3 | 0 | 9  | 2  | 4,500 | 259 | 165 | 1,569 |
| 2.   | Messico           | 12 | 3 | 2 | 1 | 8  | 3  | 2,666 | 251 | 188 | 1,335 |
| 3.   | Costa Rica        | 5  | 3 | 1 | 2 | 3  | 6  | 0,500 | 151 | 203 | 0,743 |
| 4.   | Trinidad e Tobago | 0  | 3 | 0 | 3 | 0  | 9  | 0,000 | 121 | 226 | 0,535 |

## Classifica finale
| Pos     | Squadra           | Rosa |
| ------- | ----------------- | --- |
| Oro     | Porto Rico        | Formazione: 2 Venegas, 4 Hollingsworth, 5 Rivera, 6 Nogueras, 8 Vázquez, 9 Correa, 10 Reyes, 12 Ortiz, 13 Pérez, 15 Rodríguez, 16 Santiago, 17 Champion, 18 Hernández, 19 Santos, CT: Nuñez |
| Argento | Messico           | Formazione: 1 Guereca, 2 Bricio, 3 Maldonado, 6 Castro, 7 Ung, 8 Ovalle, 10 Márquez, 11 Urías, 12 Landeros, 15 Rivera, 16 Muñoz, 20 Topete, 23 Parra, 33 Flores, CT: Negro                  |
| Bronzo  | Costa Rica        | Formazione: 2 Vargas, 4 Rodríguez, 5 Espinoza, 6 Thompson, 7 González, 8 Castro, 9 Vega, 11 Sayles, 14 Rojas, 15 Blackwood, 16 Solis, 17 Alfaro, CT: Briceño                                |
| 4       | Trinidad e Tobago | Formazione: 3 Thompson, 5 Chin Choy, 6 Pierre, 9 Belmar, 12 Davidson, 13 A. Hutchinson, 14 Cruickshank, 15 St. Louis, 16 León, 18 Richards, 19 J. Hutchinson, 21 Torkar, CT: Stewart        |

## Premi individuali
| Premio                 | Nome              | Squadra    |
| ---------------------- | ----------------- | ---------- |
| MVP                    | Wilmarie Rivera   | Porto Rico |
| Miglior realizzatrice  | Paola Santiago    | Porto Rico |
| Miglior servizio       | Lakysha Thompson  | Costa Rica |
| Miglior difesa         | Shara Venegas     | Porto Rico |
| Miglior ricevitrice    | María José Castro | Costa Rica |
| Miglior palleggiatrice | Argentina Ung     | Messico    |
| Miglior opposto        | Decelise Champion | Porto Rico |
| Miglior schiacciatrice | Karla Santos      | Porto Rico |
| Miglior schiacciatrice | Samantha Bricio   | Messico    |
| Miglior centrale       | Neira Ortiz       | Porto Rico |
| Miglior centrale       | Diana Reyes       | Porto Rico |
| Miglior libero         | María José Castro | Costa Rica |

## Statistiche
| Rendimento individuale | Rendimento individuale | Rendimento individuale | Rendimento individuale |
| Pos.                   | Nome                   | Punti                  | Squadra                |
| ---------------------- | ---------------------- | ---------------------- | ---------------------- |
| 1                      | Paola Santiago         | 35                     | Porto Rico             |
| 1                      | Decelise Champion      | 35                     | Porto Rico             |
| 3                      | Sofía Maldonado        | 31                     | Messico                |
| 4                      | Karina Flores          | 27                     | Messico                |
| 4                      | Karla Santos           | 27                     | Porto Rico             |

| Attacchi vincenti | Attacchi vincenti | Attacchi vincenti | Attacchi vincenti |
| Pos.              | Nome              | Punti             | Squadra           |
| ----------------- | ----------------- | ----------------- | ----------------- |
| 1                 | Decelise Champion | 32                | Porto Rico        |
| 2                 | Paola Santiago    | 27                | Porto Rico        |
| 3                 | Sofía Maldonado   | 25                | Messico           |
| 3                 | Karla Santos      | 25                | Porto Rico        |
| 5                 | Samantha Bricio   | 22                | Messico           |

| Muri vincenti | Muri vincenti   | Muri vincenti | Muri vincenti     |
| Pos.          | Nome            | Punti         | Squadra           |
| ------------- | --------------- | ------------- | ----------------- |
| 1             | Neira Ortiz     | 11            | Porto Rico        |
| 2             | Diana Reyes     | 9             | Porto Rico        |
| 3             | Karina Flores   | 8             | Messico           |
| 4             | Destiny León    | 5             | Trinidad e Tobago |
| 4             | Sofía Maldonado | 5             | Messico           |
| 4             | Jocelyn Urías   | 5             | Messico           |

| Battute vincenti | Battute vincenti | Battute vincenti | Battute vincenti |
| Pos.             | Nome             | Punti            | Squadra          |
| ---------------- | ---------------- | ---------------- | ---------------- |
| 1                | Wilmarie Rivera  | 6                | Porto Rico       |
| 1                | Paola Santiago   | 6                | Porto Rico       |
| 3                | Lakysha Thompson | 5                | Costa Rica       |
| 4                | Argentina Ung    | 4                | Messico          |
| 5                | Grecia Castro    | 3                | Messico          |
| 5                | Paola Rivera     | 3                | Messico          |
| 5                | Melanie Parra    | 3                | Messico          |